# الدوري البلجيكي الممتاز 1903–04
الدوري البلجيكي الممتاز 1903–04 (بالفرنسية: Championnat de Belgique de football 1903-1904)‏ هو الموسم 9 من Belgian football league system ‏. أقيم بتاريخ 2 أكتوبر 1903، وأشرف على تنظيمه الاتحاد الملكي البلجيكي لكرة القدم، وكان عدد الأندية المشاركة فيه 12، وفاز فيه سانت خيلويزي.